# اینگرام مجموعه هنری مدرن بریتانیایی
مجموعه اینگرام از هنر مدرن بریتانیایی یکی از بزرگ‌ترین و مهم‌ترین مجموعه‌های قابل دسترس عمومی هنر مدرن بریتانیایی در بریتانیا است که از طریق برنامه‌ای از وام‌ها و نمایشگاه‌ها برای همه در دسترس قرار دارد. این مجموعه توسط کارآفرین رسانه‌ای و نیکوکار کریس اینگرام ایجاد شده است. اینگرام به عنوان «یکی از فعال‌ترین و اندیشمندترین مجموعه‌داران هنر مدرن بریتانیایی در حال حاضر» توصیف شده است.
رابرت آپستون (مدیر سابق جامعه هنرهای زیبا و کیوریتور تیت) این مجموعه را به عنوان «مجموعه‌ای با زیبایی بصری الگو و چشمی بی‌نظیر برای کیفیت» توصیف کرده است. این مجموعه شامل ۶۵۰ اثر هنری است که بیش از ۴۰۰ مورد از آن‌ها متعلق به مهم‌ترین هنرمندان دوره مدرن بریتانیایی، از جمله الیزابت فریکن، باربارا هپورث و ادواردو پائولوتسی است.

## هنرمندان برگزیده از مجموعه اینگرام
- آیلین ایگر
- جان الدریج
- دیوید بومبرگ
- رالف برون
- آنتونی کارو
- دورا کرینگتون
- بیلی چایلدیش
- جیکوب اپستین
- اریک گیل
- باربارا هپورث
- راجر هیلتون
- دیوید هاکنی